# Lasiacis maculata
Lasiacis maculata är en gräsart som först beskrevs av Jean Baptiste Christophe Fusée Aublet, och fick sitt nu gällande namn av Ignatz Urban. Lasiacis maculata ingår i släktet Lasiacis och familjen gräs. Inga underarter finns listade i Catalogue of Life.